# Victor Bird
Pour les articles homonymes, voir Bird.
 Victor Bird est un joueur portoricain de volley-ball né le 16 mars 1982 à San Juan. Il mesure 1,95 m et joue pointu. Il totalise 24 sélections en équipe de Porto-Rico.

## Clubs
| Club             | Pays       | De        | À         |
| ---------------- | ---------- | --------- | --------- |
| Naranjito        | Porto Rico | 2001-2002 | 2006-2007 |
| FL Saint-Quentin | France     | 2007-2008 | 2007-2008 |
| Maccabi Ranana   | Israël     | 2008-2009 | 2008-2009 |